# Admeto (re dell'Epiro)
Admeto (in greco antico: Ἄδμητος?, Admetos; fl. V secolo a.C.) è stato un sovrano greco antico, primo re dell'Epiro di cui è tramandato il nome, se si eccettuano i sovrani mitologici.

## Biografia
Admeto era il sovrano dei Molossi dal 470 al 430 a.C. circa, noto soprattutto per aver dato asilo a Temistocle, quando lo stratego ateniese fu ostracizzato dalla sua città nel 471 a.C.
Temistocle infatti, una volta esiliato da Atene, prese rifugio dapprima a Corcira e successivamente presso la corte del re d'Epiro, dove la regina Ftia I, moglie di Admeto, gli consigliò, per convincere il marito a dargli ospitalità, di tenere in braccio suo figlio, l'erede al trono d'Epiro Tarripa, quando il marito fosse venuto al suo cospetto. Quando Admeto sopraggiunse e vide il figlio in braccio allo stratego ateniese, non esitò, in ottemperanza al significato che quel gesto aveva presso i Molossi, a dargli asilo.
Quando nei mesi successivi giunsero in Epiro gli ambasciatori spartani intimando ad Admeto di muovere guerra contro di lui se non avesse consegnato loro lo stratego ateniese, Admeto non solo si rifiutò ad acconsentire al ricatto spartano, ma, dopo aver consegnato a Temistocle una grossa somma di denaro, lo fece fuggire in Macedonia, da dove si imbarcò per raggiungere dapprima Nasso e poi l'Asia Minore.